# Neukieritzsch
Neukieritzsch es un municipio situado en el distrito de Leipzig, en el estado federado de Sajonia (Alemania), a una altitud de 140 metros. Su población a finales de 2016 era de unos 7000 habitantes y su densidad poblacional, 120 hab/km².